# 25 Miles to Kissimmee
25 Miles to Kissimmee è il sesto album in studio del gruppo musicale tedesco Fool's Garden, pubblicato nel 2003.

## Tracce
Testi e musiche di Volker Hinkel e Peter Freudenthaler.

1. Closer
2. Tears Run Dry
3. Dreaming (original version)
4. Bighouse Pyromaniac
5. Bighouse (reprise)
6. Material World
7. Reason
8. Glory
9. 25 Miles to Kissimmee
10. Silence
11. I Won't Kill Myself
12. Ismael
13. Rolling Home
14. Closer (2001 version) – bonus track

## Formazione
- Peter Freudenthaler – voce
- Volker Hinkel – chitarra, programmazione, cori
- Roland Röhl – tastiera
- Thomas Mangold – basso
- Ralf Wochele – batteria
- Hellmut Hattler – basso
- Jochen Schmalbach – batteria, programmazione